# Henry Ferrers, 4. Baron Ferrers of Groby
Henry Ferrers, 4. Baron Ferrers of Groby (auch Henry Ferrers II) (* 6. Februar 1356 in Tilty Abbey, Essex; † 3. Februar 1388) war ein englischer Adliger.
Henry Ferrers entstammte der anglonormannischen Familie Ferrers. Er war der älteste Sohn von William Ferrers, 3. Baron Ferrers of Groby und dessen ersten Ehefrau Margaret Ufford. Seine Mutter starb bereits vor 1368, in zweiter Ehe heiratete sein Vater Margaret Percy. Als sein Vater Anfang 1371 starb, wurde Henry zum Erben von dessen Besitzungen, darunter Groby Castle in Leicestershire. Da er jedoch noch minderjährig war, wurde er Opfer seiner betrügerischen Vasallen, die versuchten, ihn von seinen Gütern in Essex und Warwickshire zu vertreiben. Nachdem er 1377 volljährig geworden war, übernahm Ferrers in den 1380er Jahren mehrere Ämter in Leicestershire, dazu nahm er als Baron Ferrers of Groby an den Parlamenten teil. Nachdem William Ufford, 2. Earl of Suffolk, der Bruder seiner Mutter 1382 ohne überlebende Kinder gestorben war, erbte Ferrers einen Teil von dessen Gütern. 1385 begleitete er König Richard II. nach Schottland. Er starb jedoch schon 1388 im Alter von 32 Jahren.
Ferrers hatte vor dem 27. April 1371 Joan Hoo († 1394) geheiratet, eine Tochter von Sir Thomas de Hoo und Isabel de St Leger von Luton Hoo in Bedfordshire. Mit ihr hatte er einen Sohn, William Ferrers (1372–1445), der sein Erbe wurde.